# Service Air
Service Air – gruzińska linia lotnicza z siedzibą na lotnisku Natachtari. Linia realizuje loty rozkładowe pomiędzy 3 gruzińskimi miastami, a także świadczy usługi air taxi i organizuje szkolenia pilotów.

## Flota
Flota Service Air składa się z 3 samolotów i 2 śmigłowców:
- Samoloty
  - Let L-410 UVP-E (18 pasażerów)
  - Cessna 172 (3 pasażerów)
  - Cessna 182 (3 pasażerów)
- Śmigłowce
  - Mi-8 (16 pasażerów)
  - Alouette III (6 pasażerów)

## Porty docelowe

### Azja
- Gruzja
  - Kutaisi (Port lotniczy Kutaisi)
  - Mestia (Port lotniczy Mestia)
  - Natachtari (Lotnisko Natachtari)